# Cochlearius cochlearius
El martinete cucharón (Cochlearius cochlearius), también denominada garza cucharona o garza cucharón (en México
, Bolivia, Paraguay, Perú, Argentina, Ecuador, Colombia y Panamá), pico cuchara (en Costa Rica y Nicaragua) o chocuaco (en Costa Rica), es una especie de ave pelecaniforme de la familia Ardeidae; antes se clasificaba en una familia monotípica, denominada Cochleariidae, que hoy es considerada como una subfamilia de los ardeidos, Cochleariinae. Es propia de América.

## Características
La longitud total es de aproximadamente 54 centímetros. El adulto tiene una corona negra, cresta larga y cara de negra. La parte superior, garganta y pecho son blancos, y las partes inferiores son rojas con los flancos negros. Las alas son gris pálido. El pico macizo, ancho, con forma de cucharón le da el nombre a la especie es principalmente negro. Los pájaros inmaduros tienen las partes superiores principalmente castañas y las inferiores blanquecinas teñidas de castaños, mientras que también les falta la cresta.

## Historia natural
Vive en los manglares y de agua dulce desde México hasta el Perú y Argentina. Es un ave nocturna, y se reproduce colonialmente en los árboles de mangle, y de otras especies en hábitats dulceacuícolas, pone 2 a 4 huevos blancos azulado en un nido de ramitas.

## Subespecies
Se conocen cinco subespecies de Cochlearius cochlearius:
- Cochlearius cochlearius cochlearius (Linnaeus, 1766)
- Cochlearius cochlearius panamensis Griscom, 1926
- Cochlearius cochlearius phillipsi Dickerman, 1973
- Cochlearius cochlearius ridgwayi Dickerman, 1973
- Cochlearius cochlearius zeledoni (Ridgway, 1885)